# Темна ноченька, не спится
«Темна ноченька, не спится» (во второй редакции — «Гусляр») — стихотворение русского поэта Сергея Есенина (1895—1925), написанное в 1911 году. Издан впервые в 1915 году. 
Стихотворение стало литературной основой для разных песен, написанных композиторами Н. Головановым, А. Кос-Анатольским и др. Среди исполнителей — Максакова, Мария Петровна.

## Публикации
Опубликовано в журнале «Голос жизни» (1915, № 17, 22 апреля, С. 13) . Перепечатывалось в сборнике «Северная звезда» (Петроград, 1916, № 6, 15 марта), с ошибочной подписью «Яков Годин».
Ранняя редакция — «Гусляр» — напечатана в сборнике «Памяти Есенина» (М., 1926, С. 233).
Академическое издание:
Есенин С. А. «Темна ноченька, не спится» // Есенин С. А. Полное собрание сочинений: В 7 т. — М.: Наука; Голос, 1995—2002. Т. 1. Стихотворения. — 1995. — С. 15. Электронная публикация:	ФЭБ. Адрес ресурса:	http://feb-web.ru/feb/esenin/texts/es1/es1-020-.htm
Есенин С. А. Гусляр («Темна ноченька, не спится…») // Есенин С. А. Полное собрание сочинений: В 7 т. — М.: Наука; Голос, 1995—2002. Т. 1. Стихотворения. — 1995. — С. 297.

## История создания
Датируется 1911 годом в соответствии с пометой, сделанной в наборной рукописи первого тома «Собрания стихотворений», подготовленного автором в 1925 году (список С. А. Толстой-Есениной).
Напечатана 22 апреля 1915 года в журнале «Голос жизни», № 17, вместе со стихотворениями «Под венком лесной ромашки…», «В хате» и «По дороге идут богомолки…». Это была первая крупная публикация Есенина в столичной печати (в том же апреле в «Новом журнале для всех» было напечатано «Зашумели над затоном тростники…», а в журнале «Задушевное слово» — «Черёмуха») (Козловский 1995, С. 443).
Ранняя редакция — «Гусляр» — возможно, 1914 года. Автограф вариации в 1926 году входил в собрание И. А. Белоусова; местонахождение не установлено. Датировался владельцем автографа 1914 годом. Была напечатается по факсимиле автографа в сборнике «Памяти Есенина» в 1926 году.
Варианты стихотворения (Есенин С. А. Стихотворения: Варианты // Есенин С. А. Полное собрание сочинений: В 7 т. — М.: Наука; Голос, 1995—2002. Т. 1. Стихотворения. — 1995. — С. 311—312):
в первой редакции (посмертная публикация 1926 года) меняется 14 строчка
I В шелкопряжные поля.
II В шелкопряные поля.
Варианты основного текста (публикации 1915—1916 годов). Заглавие: Гусляр
Список рукой И. И. Есенина с авторской правкой (1925 год): Заглавие: Гусляр (зачеркнуто).

## Отклики современников
Уже первая публикация стихотворения шла в сопровождении статьи З. Н. Гиппиус (напечатана под псевдонимом Роман Аренский) «Земля и камень» (Козловский 1995, С. 441).
Зинаида Гиппиус писала: «В стихах Есенина пленяет какая-то „сказанность“ слов, слитость звука и значения, которая дает ощущение простоты. Если мы больше и чаще смотрим на слова (в книгах), чем слышим их звуки, — мастерство стиха приходит после долгой работы; трудно освободиться от „лишних“ слов. Тут же мастерство как будто данное: никаких лишних слов нет, а просто есть те, которые есть, точные, друг друга определяющие. Важен конечно талант; но я сейчас не говорю о личном таланте; замечательно, что при таком отсутствии прямой, непосредственной связи с литературой, при такой разностильности Есенин — настоящий, современный поэт» («Голос жизни», 1915, № 17, 22 апреля, С. 12).

## Исследование произведения
Ю. Л. Прокушев считал, что строчки «В терем темный, в лес зелёный, // На шелковы купыри, // Уведу тебя под склоны // Вплоть до маковой зари» вдохновлены первой любовью поэта — Анютой Сардановской (Прокушев 2005).